# Gignat
Gignat é uma comuna francesa na região administrativa de Auvérnia-Ródano-Alpes, no departamento Puy-de-Dôme. Estende-se por uma área de 3,49 km². Em 2010 a comuna tinha 245 habitantes (densidade: 70,2 hab./km²).